# Ŧ
| Ŧ ŧ |

Ŧ (T barrata) è la 25ª lettera dell'alfabeto della Lingua sami settentrionale dove rappresenta la fricativa dentale sorda (θ), simile al suono del th inglese in parole come thing, thought. 
Possiede una specifica rappresentazione nel sistema di codifica Unicode:
Maiuscolo Ŧ: U+0166
Minuscolo ŧ: U+0167